# Girona (prowincja)
Girona (hiszp. Gerona, kat. Girona) – prowincja Hiszpanii współtworząca wspólnotę autonomiczną Katalonii. Stolicą jest miasto o tej samej nazwie.
W obecnych granicach uformowana została w roku 1833. Sąsiaduje z prowincjami: Lleida i Barcelona, jak również z Księstwem Andory oraz francuskim departamentem Pireneje Wschodnie.
Prowincja liczy 750 000 mieszkańców. Znana jest z szeregu znanych i popularnych nadmorskich kurortów na Costa Brava, np. Lloret de Mar, Arenys de Mar, Tossa de Mar, Blanes i innych.

## Comarki
W granicach prowincji Girona znajdują się comarki:
- Alt Empordà
- Baixa Cerdanya (częściowo)
- Baix Empordà
- Garrotxa
- Gironès
- Pla de l’Estany
- Ripollès (niemal w całości)
- Selva (z wyjątkiem jednej gminy)

oraz pojedyncze gminy comarki Osona.